# 東京第一フィルム
東京第一フィルム株式会社（とうきょうだいいちフィルム-、Tokyo Daiichi Film Co., Ltd., 1963年3月 設立 - 1970年代）は、かつて存在した日本の映画会社である。1976年（昭和51年）5月1日からは第一フィルム株式会社に社名変更した。

## 略歴・概要
前身は1949年（昭和24年）2月に設立されたイタリア映画の輸入配給会社イタリフィルムである。同社は、1962年（昭和37年）3月、1億円弱の負債とともに曾我正史に営業譲渡され、創立以来の代表であったジュリアーナ・ストラミジョーリは引退、翌1963年（昭和38年）7月、曾我が新たに株式会社として設立したのが、この東京第一フィルムである。
曾我は、戦前は映画監督・振津嵐峡として、戦後は大映の専務取締役として、さらに1958年（昭和33年）には大映を退社し、日映を設立した人物として知られる。イタリフィルムとは、曾我が会長を務めたニッポンシネマコーポレーション（NCC）時代に共同配給を行った縁があり、NCCは、1961年（昭和36年）7月、ヘラルド映画株式会社と合併して、日本ヘラルド映画株式会社（現在の角川映画）となっていた。
イタリア映画を中心に、アメリカ映画等を輸入配給し、1960年代 - 1970年代の当時、イタリア式コメディからジャッロ映画へ向かう傾向にあったイタリア映画をリアルタイムで紹介した。
同社が1971年（昭和46年）に公開した『小さな目撃者』のタイアップ広告の件で、同社とロッテが、子役俳優マーク・レスターと協同企画に訴えられる事件が起き、1976年（昭和51年）9月29日に東京地裁で謝罪広告を出すべく判決が下された。同年5月1日には、臨時株主総会の決議により、第一フィルム株式会社と社名を変更している。同年10月23日に公開した『セレモニー 結婚式』以降の公開作品については不明である。1976年1月にフランスで公開されたセルジオ・ゴッビ監督の映画『ブロンディー』（Blondy）の配給権を買い付けたことは確認されており、カトリーヌ・アルレーの原作小説「決闘は血を見てやめる」の翻訳を刊行していた東京創元社に映画のポスターとスチール写真を提供している。これを受けて東京創元社では、1975年に創元推理文庫から刊行した初版を売り切らない段階でカバーを変更し、表紙に映画のフランス版ポスターを、裏表紙に映画のスチール写真を掲載したカバーに差し替えた。原作本のカバーには「第一フィルム株式会社提供」と記載されたが、映画の日本公開は実現しなかった。

## おもなフィルモグラフィ
キネマ旬報映画データベースに見られる配給作品の一覧であり、日本での配給作品のみである。製作順、特筆以外の製作国はすべて イタリアである。

### 1940年代 - 1950年代
- 『潜水艦轟沈す』 49th Parallel : 監督マイケル・パウエル、主演エリック・ポートマン、1940年 イギリス製作、 1964年10月11日公開
- 『危機の男』 Crisis : 監督リチャード・ブルックス、主演ケーリー・グラント、1950年 アメリカ合衆国製作、 1964年12月10日公開
- 『大爆走』 I Fidanzati della Morte : 監督ロモロ・マルチェリーニ、主演シルヴァ・コシナ、1957年製作、 1965年4月10日公開
- 『暴力のメロディー』 Violent Playground : 監督バジル・ディアデン、主演デイヴィッド・マッカラム、1958年 イギリス製作、 1966年6月7日公開

### 1960年代
- 『世界の熱い夜』 Mondo Caldo di Notte : 監督レンツォ・ルッソ、ドキュメンタリー映画、1962年製作、 1963年7月6日公開
- 『悲しい奴』 Le Sadique : 監督ジェス・フランコ、主演アンナ・アスター、1963年 フランス製作、 1964年4月18日公開
- 『ジョニーはどこに』 D'ou Viens-tu Johnny? : 監督ノエル・オワール、主演ジョニー・アリディ / シルヴィー・ヴァルタン、1963年 フランス製作、 1965年6月19日公開
- 『太陽は傷だらけ』 Les Grands Chemins : 監督クリスチャン・マルカン、主演ロベール・オッセン、1963年 フランス製作
- 『クール・ワールド』 The Cool World : 監督シャーリー・クラーク、主演ハンプトン・クラントン、1963年 アメリカ合衆国製作
- 『砂上物語』 Storie sulla Sabbia : 監督リカルド・フェリーニ、主演フランチェスカ・デ・セータ、1963年製作
- 『世界の夜の歴史』 Sexy Proibitissimo : 監督マルチェロ・マルチネリ、ドキュメンタリー映画、1963年製作
- 『堕落』 La Corruzione : 監督マウロ・ボロニーニ、主演ジャック・ペラン、1963年製作
- 『明日に生きる』 I Compagni : 監督マリオ・モニチェリ、主演マルチェロ・マストロヤンニ、1963年製作
- 『白い肌に狂う鞭』 La Frusta E Il Corpo : 監督ジョン・M・オールド、主演ダリア・ラヴィ、1963年 イタリア/ フランス製作
- 『黒い鮫』 The Inn on Thames : 監督アルフレッド・フォーラー、主演ヨアヒム・フックスベルガー、1963年 ドイツ製作
- 『痴情』 Sin in the suburbs : 監督ジョー・サルノ、主演アリス・リンビル、1963年 アメリカ合衆国製作
- 『鬼戦車T-34』 Skylark : 監督ニキータ・クリーヒン / レオニード・メナケル、主演ヴァチェスラフ・グレンコフ、1964年 ソビエト連邦製作
- 『ほほにかかる涙（イタリア語版）』 Una Lacrima sul Viso : 監督エットーレ・M・フィザロッティ、主演ボビー・ソロ、1964年製作
- 『恐喝』 Le Gros Coup : 監督ジャン・ヴァレール、主演ハーディ・クリューガー、1964年 フランス/ イタリア製作
- 『禁断』 Wedding Swedish Style Brollopsbesvar : 監督アーケ・ファルク、主演ヤール・キューレ、1965年 スウェーデン製作
- 『ゼロ地帯をムシる』 Primitive London : 監督アーノルド・ルイス・ミラー / スタンリー・A・ロング、ドキュメンタリー映画、1965年 イギリス製作
- 『傷心』 Le Journal d'une Femme en Blanc : 監督クロード・オータン＝ララ、主演マリー＝ジョゼ・ナット、1965年 フランス/ イタリア製作
- 『豪勇ペルシウス大反撃』 Perseo L'lnvincibile : 監督アルベルト・デ・マルティーノ、主演リチャード・ハリソン、1965年製作
- 『ばくだん家族』 Une Famille Explosive : 監督フェルナンド・パラシオス、主演アルベルト・クロサス、1965年 フランス/ スペイン製作
- 『荒野の1ドル銀貨』 Un Dollaro Bucato : 監督カルヴィン・J・パジェット、主演モンゴメリー・ウッド、1965年 イタリア/ フランス製作
- 『マタ・ハリ』 Mate Hari Agent H-21 : 監督ジャン＝ルイ・リシャール、主演ジャンヌ・モロー、1965年 イタリア/ フランス製作
- 『盗みのテクニック』 Diamond Billiards : 監督ニコラス・ジェスネル、主演クロード・リッシュ、1965年 フランス/ 西ドイツ/ イタリア製作
- 『地獄のパスポート』 Secret Agent 3S3 Passport to Hell : 監督シモン・スターリング、主演ジョルジョ・アルディソン、1965年 イタリア/ フランス製作
- 『女を引き裂く』 La Femme Spectacle : 監督クロード・ルルーシュ、ドキュメンタリー映画、1965年 フランス製作
- 『裸の魔境』 Flame and the Fire : 監督ピエール・D・ゲソー、ドキュメンタリー映画、1966年 フランス製作
- 『続荒野の1ドル銀貨』 Il Riforno Di Ringo : 監督ドゥッチョ・テッサリ、主演モンゴメリー・ウッド、1966年製作
- 『愛は限りなく』 Dio Come Ti Amo : 監督ミゲル・イグレシアス、主演ジリオラ・チンクェッティ、1966年 イタリア/ スペイン製作
- 『凶悪犯』 Brigade Anti-Gangs : 監督ベルナール・ボルドリー、主演ロベール・オッセン、1966年 フランス/ イタリア製作
- 『殺し屋がやって来た』 The Man Who Came To Kill : 監督アルフォンソ・バルカザール、主演カール・メーナー、1966年製作
- 『女王陛下のダイナマイト』 Ne Nous Fachons Pas : 監督ジョルジュ・ロートネル、主演リノ・ヴァンチュラ、1966年 フランス製作
- 『世界猟奇地帯』 Mondo Bizarro : 監督R・L・フロスト、ドキュメンタリー映画、1966年製作、 1967年5月20日公開
- 『アッパーセブン 神出鬼没』 L'Uomo De Uccidere : 監督アルベルト・デ・マルティーノ、主演ポール・ハブシュミット、1966年 イタリア/ ドイツ製作
- 『荒野のプロ・ファイター』 Ringo Il Volto Della Vendetta : 監督マリオ・カイアーノ、主演アンソニー・ステファン、1966年 イタリア/ スペイン製作
- 『嵐を呼ぶプロ・ファイター』 Why Go on Killing : 監督ホセ・アントニオ、主演アンソニー・ステファン、1967年 イタリア/ スペイン製作
- 『荒野の墓標』 Dove Si Spara Di Piu' : 監督ジャンニ・プッチーニ、主演ピーター・ローレンス、1967年 イタリア/ スペイン製作
- 『女体の神秘』 Helga : 監督エリック・F・ベンデル、ドキュメンタリー映画、1967年 ドイツ製作、 1968年3月19日公開
- 『群盗荒野を裂く』 Quien Sabe? : 監督ダミアーノ・ダミアーニ、主演ジャン・マリア・ヴォロンテ、1967年製作
- 『誘惑』 Reine De Trefles : 監督ジョルジ・スカレナキス、主演エレーナ・ナサナエル、1967年 ギリシャ王国製作
- 『荒野の一つ星』 Wanted : 監督カルヴィン・J・パジェット、主演ジュリアーノ・ジェンマ、1967年製作
- 『情無用のジャンゴ』 Se Sei Vivo Spara : 監督ジュリオ・クエスティ、主演トーマス・ミリアン、1967年製作
- 『情無用のコルト』 ALL'Ombra di una Colt : 監督ジャンニ・グリマルディ、主演スティーブン・フォーサイス、1967年製作
- 『つむじ風のキッド』 El Hombre Que Mato A Billy El Nino : 監督ジュリオ・ブックス、主演ピーター・ローレンス、1967年 イタリア/ スペイン製作
- 『汚れなき旅情』 Girl In The Sun : 監督ヴァシリス・ジョルジアディス、主演アン・ロンバーグ、1968年 ギリシャ王国製作

### 1970年代
- 『悲しみの天使』 Les Amitities Particulieres : 監督ジャン・ドラノワ、主演ディディエ・オートパン、1964年 フランス製作、 1970年7月4日公開
- 『シューベルト物語』 Angeli senza Paradiso : 監督エットーレ・M・フィザロッティ、主演アル・バーノ、1970年製作
- 『スペシャリスト』 Le Specialiste : 監督セルジオ・コルブッチ、主演ジョニー・アリディ、1970年 フランス/ イタリア製作
- 『THE ANIMAL SEX アニマル・セックス』 The Animal Sex : 監督ハル・ドウェイン、ドキュメンタリー映画、1971年 アメリカ合衆国製作
- 『セックスドキュメント 世界ポルノ論争』 Red White & Blue : 監督ファード・セバスチャン / ビヴァリー・セバスチャン、ドキュメンタリー映画、1971年 アメリカ合衆国製作
- 『SOUL TO SOUL 魂の詩』 Soul To Soul : 監督デニス・サンダース、ドキュメンタリー映画、1971年 アメリカ合衆国製作
- 『わが愛を見つめて』 Want So Much to Believe : 監督グンナール・ヘグルンド、主演クリスティーナ・ショリン、1971年 スウェーデン製作
- 『小さな目撃者』 Eyewitness : 監督ジョン・ハウ、主演マーク・レスター、1971年製作、 1971年10月8日公開
- 『暗殺者のメロディ』 The Assassination of Trotsky : 監督ジョゼフ・ロージー、主演アラン・ドロン、1972年 イギリス/ アメリカ合衆国/ フランス製作
- 『小さな約束』 Eglantine : 監督ジャン＝クロード・ブリアリ、主演フレデリック少年、1972年 フランス製作
- 『白銀の戦場 スターリングラード大攻防戦』 Горячий Снег : 監督ガブリール・エギアザーロフ、主演ゲオルギー・ジェノフ、1972年 ソビエト連邦製作
- 『残酷猟奇地帯』 Africa Ama : 監督グイド・ゲラシオ / アルフレッド・カスティグリオーニ / アンジェロ・カスティグリオーニ / オレステ・ペリーニ、ドキュメンタリー映画、1972年製作、 1972年12月23日公開
- 『JOHNNY ON STAGE ジョニー・オン・ステージ』 Johnny on Stage : 監督フランソワ・レシャンバック、主演ジョニー・アリディ / シルヴィー・ヴァルタン、1972年 フランス製作
- 『狼どもの報酬』 Laisse Aller…C'est Une Valse : 監督ジョルジュ・ロートネル、主演ジャン・ヤンヌ、1972年 フランス製作
- 『シシリー要塞異常なし』 Situation Normal : A.F.U. : 監督ナンニ・ロイ、主演ピーター・フォーク、1972年製作、 1974年11月16日公開
- 『禁じられたデカメロン』 Decameron Prohibited : 監督フランコ・マルティネリ、主演エンリコ・ラッツアレスキ、1973年製作
- 『美女連続殺人魔』 Jennifer : 監督アンソニー・アスコット、主演エドウィジュ・フェネシュ、1973年製作
- 『レディ・カロライン』 Lady Caroline Lamb : 監督ロバート・ボルト、主演サラ・マイルズ、1973年 イギリス製作
- 『残酷裸の魔境』 Le Vaudou : 監督ジャン＝リュック・マニュロン、ドキュメンタリー映画、1973年 フランス製作
- 『キング・ボクサー 大逆転』 King Boxer : 監督チェン・チャン・ホー、主演ロー・リエ、1973年 イギリス領香港製作
- 『女の望遠鏡』 Trop Jolies Pour Etre Honnetes : 監督リシャール・バルデュッチ、主演ジェーン・バーキン、1973年 フランス/ イタリア製作、 1974年5月18日公開
- 『小さな刑事』 Torino Nera : 監督カルロ・リッツァーニ、主演アンドレア・ブレスティ、1973年製作、 1974年5月18日公開
- 『雪どけ』 Les Feux de la Chandeleur : 監督セルジュ・コルベール、主演アニー・ジラルド、1973年 フランス製作、 1974年2月16日公開
- 『家庭教師』 La Cosa Buffa : 監督アルド・ラド、主演ジャンニ・モランディ、1974年 イタリア/ フランス製作
- 『人間解剖』 Autopsy : 監督ファン・ローガン、ドキュメンタリー映画、1974年 スペイン製作、 1975年6月21日公開
- 『売春』 Pornography Prostitution USA : 監督アルヴィン・トクノウ、ドキュメンタリー映画、1974年 アメリカ合衆国製作
- 『セレモニー 結婚式』 Ceremony : 監督ポール・ガーバー、主演エロナ・グレン、1975年 スウェーデン製作、 1976年10月23日公開

## 註
1. 1 2 3  『日本映画発達史 IV 史上最高の映画時代』、田中純一郎、中公文庫、1976年3月10日 ISBN 4122003156, p.451.
2. ↑  パブリシティ権、日本弁理士会、2010年7月29日閲覧。
3. ↑  『映画年鑑 1977』、時事映画通信社、1977年、p.15.
4. 1 2  キネマ旬報映画データベース Archived 2012年1月30日, at the Wayback Machine.、2010年7月29日閲覧。